# Macskássy Katalin
Macskássy Kati (Verebély Tiborné) (Budapest, 1942. július 13. – Budapest, 2008. március 7.) Balázs Béla-díjas magyar filmrendező.

## Életpályája
Macskássy Gyula és Steinitz Aranka gyermekeként született. Főiskolai tanulmányait a Színház- és Filmművészeti Főiskolán végezte 1966–1971 között. A Pannónia Filmstúdióban kifestő, rajzoló, vágó és PR titkár volt. 1971-ben a Balázs Béla Stúdióban készítette el első filmjét. Gyermekek rajzaiból és szövegeiből, szociológiai, pszichológiai és politikai animációs filmeket, mesefilmeket, tv-sorozatokat, ismeretterjesztő filmeket, dokumentum- és reklámfilmeket alkotott.
1972-ben házasságot kötött Verebély Tibor (1944) sebészorvossal. Két gyermekük született; Tibor Botond (1973) és Vera Sára (1975).

## Filmjei
- A Mézga család különös kalandjai (1969)

- A csodabogyó
- Robotdirektor
- Mi lenne Budapesten, ha… (1970)
- Gombnyomásra (1973)
- Nekem az élet teccik nagyon (1975)
- Egy másik bolygó
- Ünnepeink (1981)
- Családrajz (1982)
- Mit vinnél magaddal (1986)
- Testünk
- Tücsök és hangya (1987)
- Másféleszűek
- „Óh, gyermekek, Tietek a jövő”
- Van itt jó is, rossz is (1997)
- Paraszt dekameron (2001)
- Megtalált színek
- Ami igaz, az igaz
- Micimackó klub
- Az én házam
- Kicsoda a micsoda
- Sosemvolt cigányország

## Díjai, elismerései
- Arany Meteor-díj (1975)
- UNICEF-díj (1977)
- Balázs Béla-díj (1984)
- Gyermekekért Díj (1989)
- Érdemes művész (1990)
- a trevisói gyermek- és ifjúsági filmfesztivál fődíja (1999)
- Fellini-díj (2000)
- a Kamera Hungária-fesztivál díja (2000)